# Nienšanc
Nienšanc (rusko: Ниенша́нц, Nienšanc; švedščina: Nyenskans; finščina: Nevanlinna) je bila švedska trdnjava na sotočju reke Neve in reke Ohta, lokacija današnjega Sankt Peterburga, Rusija. Nienšanc je bila zgrajena leta 1611 kot potrditev švedske vladavine v Ingriji, ki je bila v času Težav anektirana k Ruskemu carstvu. Mesto Nien, ki se je oblikovalo okoli Nienšanca, je postalo v 17. stoletju bogato trgovsko središče in glavno mesto švedske Ingrije. Leta 1702 je Nienšanc in Nien med veliko severno vojno osvojila Rusija, novo rusko prestolnico Sankt Peterburg pa je naslednje leto na njunem mestu ustanovil Peter Veliki.

## Zgodovina

### Ozadje
Leta 1609 sta Viborško pogodbo podpisala Švedska in Rusko carstvo kot sveženj vojaških sporazumov, ki naj bi bili koristni za obe državi. Podpisala sta jo švedski kralj Karel IX. in Vasilij IV. (znan tudi kot Vasilij Šujski) v švedskem mestu Viborg, ki je na Karelijski ožini blizu ruskega ozemlja. Pogodba je prišla v nestabilnem obdobju v ruski zgodovini, znanem kot obdobje Težav, kjer je smrt carja Fjodora I. leta 1598 privedla do desetletij državljanske vojne. Leta 1605 je po smrti dejanskega vladarja Borisa Godunova na oblast prišel Vasilij Šujski, ki je sprožil konflikt s pretendentom na ruski prestol, Lažnim Dimitrij II. Poleg tega se je Rusija istega leta začela bojevati v poljsko-moskovski vojni po vdoru v državo s strani Poljsko-Litovske skupnosti. Švedska se je v poljsko-švedski vojni borila proti Poljakom in je njihovo širjenje na vzhod v ruske dežele gledala kot varnostno grožnjo. Pogoji Viborške pogodbe so določali, da bo Švedska Shuiskemu dobavila korpus plačancev za boj proti Lažnemu Dimitriju II. in Poljakom v zameno za švedski nadzor nad bližnjo strateško trdnjavo Korela ter njenim mestom Kexholm (sodobni Priozersk) in pripadajočo grofijo. Shuisky se je strinjal s pogoji, bil pa je nepriljubljen vladar z malo moči. Kmalu po podpisu Viborške pogodbe se je rusko sreča začela dvigovati in Shuisky je bil leta 1610 prisiljen odstopiti z oblasti. Koalicija med švedskim generalom Jacobom de la Gardiejem in ruskimi knezi je začela kampanjo De la Gardie, s čimer je učinkovito premagala Lažnega Dimitrija II.

### Njenskans
Ingrijska vojna se je začela leta 1610, ker je nova stabilnost Rusije povzročila povečan odpor proti poljski okupaciji in švedskemu vplivu v državi. Ko so bili Poljaki v Moskvi poraženi, se je Rusija začela aktivno upirati švedskemu vplivu, saj so si prizadevali za povrnitev nadzora nad okupiranimi ozemlji, vključno s provinco Ingrija, za katero je Švedska vztrajala, da bi Rusija kršila pogoje iz Viborške pogodbi. Švedska je v Ingriji zgradila trdnjavo na strateškem položaju ob sotočju pomembne reke Neve in enega od njenih pritokov, reke Ohte. Nova trdnjava je bila uradno imenovana Nyenskans (beseda izhaja iz švedskih izrazov Nyen-, ime za Nevo, in -skans, kar pomeni 'bastijon', in je lahko gostila posadko 500 ljudi. Ingrijska vojna se je končala s švedsko zmago leta 1617 po podpisu Stolbove pogodbe, po kateri je Rusija odstopila ozemlja Švedski. Leta 1632 se je iz Nyenskansa čez Ohto razvilo naselje Nyen, ki je dobilo mestne privilegije in leta 1642 postalo upravno središče švedske Ingrije. Do sredine 17. stoletja je Nyen uspeval kot trgovsko središče in imel približno 2000 prebivalcev. Bilo je veliko večje in bogatejše od nove prestolnice švedske Ingrije, Nöteborga. Po cerkvenih zapisih so prebivalstvo mesta v veliki meri sestavljali Finci, drugi so bili Švedi in nekaj Nemcev. Približno v tem času je guverner Nyena John Geselia mlajši prepovedal pravoslavnim krščanskim švedskim podložnikom, da so se zaradi napetosti z luteranci naselili v mesto ali v njegovi bližini. Prepoved pravoslavnih prebivalcev je učinkovito očistila Nyen etničnih ruskih, ižorskih in karelijskih prebivalcev.
Leta 1656 je Nyenskans napadla Rusija med invazijo, ki jo je vodil Pjotr Potemkin. Napad je bil zavrnjen, vendar je bil Nyen močno poškodovan in Švedska je preselila upravno središče švedske Ingrije iz Nöteborga v Narvo.
Leta 1677 so za obrambo Nyenskansa in Nyena uveljavili obroč novih utrdb, sestavljenih iz lunet z baterijami in jarki. Konec 17. stoletja je Nyenskans dobil končno obliko, potem ko ga je posodobil obsežen projekt, ki ga je vodil inženir Heinrich von Soylenberg. Trdnjava je bila razširjena, da bi imela 600 ljudi, preurejena v zvezdasto utrdbo, ki je vsebovala pet lesenih in zemeljskih bastijonov, dva dodatna revelina, krone vzdolž bastijonov, ki ne kažejo proti reki in manjšo spremljajočo polutrdbo, zgrajeno na nasprotnem bregu Neve. Po zaključku projekta je bil Nyenskans, po mnenju Švadske, takrat najsodobnejša trdnjava na svetu. Na prehodu iz 18. stoletja so bile izven utrdbenega obroča Nyena zgrajene številne švedske in finske primestne graščine. Večina je bila vzdolž Neve, nekatere pa so bile na znatni oddaljenosti od mesta.
Leta 1700 se je nevarnost ruske invazije po začetku velike severne vojne povečala, ko so se nadaljevale formalne sovražnosti med Švedsko in Rusijo. Oktobra 1702 naj bi se Švedska bala skorajšnje ruske invazije na Nyen in evakuirala prebivalstvo mesta ter ga zažgala, da bi Rusom preprečila zavzetje.

### Sankt Peterburg
1. maja 1703 je Švedska izgubila Nyenskans v koris Rusov, ko je trdnjavo med Ingrijsko kampanjo Velike severne vojne zasedel Peter Veliki. Mesto Nyenskans in Nyen je Peter preoblikoval v novo mesto Schlötburg, kar v nemščini pomeni 'mesto vratu', sklicevanje na dolg ozek odsek Neve, kjer je stal, s Schlöt, ki ustreza 'lijak, vrat, zoženje, dimnik. Schlötburg je stal v nasprotju s Šlisselburgom, novo ime za Nöteborg, na drugem koncu reke Neve, za katerega je Peter verjel, da je ključ do Ingrije. Zadnji švedski poveljnik Nyenskansa je bil polkovnik Johan Apolloff, pred njim pa polkovnik Alexander Pereswetoff-Morath, potomec ruskih plemičev, baronov, ki so v prvih desetletjih 17. stoletja vstopili v švedsko službo. Nyenskans pod imenom Schlötburg je v ruski službi deloval le nekaj tednov, preden se je upokojil kot aktivni vojaški garnizon.
Leta 1703 se je Peter odločil, da bo od začetka v delti reke Neve na kopnem okoli Nyenskansa ustanovil Sankt Peterburg, povsem novo glavno mesto ruskega carstva. Peter ni maral Moskve, največjega mesta in zgodovinske prestolnice Rusije, za katero je menil, da je neprimerno locirana in preveč izolirana od preostale Evrope. Prav tako se je zanimal za pomorstvo in pomorske zadeve, saj je verjel, da Rusija potrebuje novo pristaniško mesto, da nadomesti Arhangelsk, za katerega je podobno menil, da je neprimerno lociran. Tehnično je dežela še vedno uradno pripadala Švedski in jo je zasedla med boji v veliki severni vojni, vendar se je kljub temu gradnja mesta začela. Natančna usoda Nyenskansa ni znana, iz virov pa naj bi bil večinoma porušen že leta 1704, ko je bil spremenjen in nedotaknjen že v 1760-ih. Drugi dokumenti in zemljevidi kažejo, da je bil Nyenskans v naslednjih desetletjih postopoma porušen, saj se je Sankt Peterburg razširil na deželo v neposredni bližini utrdbe. Do leta 1849 je bilo znano, da centralna utrdba Nyenskans še vedno obstaja, čeprav natančen datum njenega rušenja tudi ni znan.
Danes ni ostalo nič nadzemnih delov Nyenskansa, najdišče pa je v okrožju Krasnogvardejski. 15. junija 2000 je bil na mestu trdnjave odprt spomenik, ki ga je oblikoval V. A. Reppo. Maja 2003, ob 300-letnici Sankt Peterburga, je bil na mestu trdnjave odprt muzej 700 let: Landskrona, ustje Neve, Nienšanc. V začetku leta 2007 so odkrili ostanke bastijona Nyenskans, med arheološkimi izkopavanji, ki so bila potrebna zaradi grožnje nepreklicnega izkoriščanja celotnega najdišča do razvoja ozemlja porušene ladjedelnice Petrozavod do razlogov za načrtovani sedež nebotičnikov moskovskega sedeža nacionalnega monopolista za zemeljski plin Gazprom, Ohta Center, ki bi zasenčil čudovito mestno pokrajino. To je povzročilo proteste mestnih aktivistov, vendar so lokacijo lahko branili šele potem, ko so arheologi našli ostanke zvezdaste utrdbe in drugih struktur. Gazprom je na koncu gradbišče preselil na severozahodno obrobje mesta Lahta (iz finščine lahti 'zaliv, vhod'), prerez nebotičnika pa je kot zvezdnata trdnjava danes znan kot Lahta Center.